# David Wiggins
David Wiggins FBA (nacido en 1933) es un filósofo moral, metafísico y lógico inglés que trabaja especialmente en temas de identidad y meta-ética.

## Biografía
David Wiggins nació el 8 de marzo de 1933 en Londres, hijo de Norman y Diana Wiggins (de soltera Priestley). Asistió a la St Paul's School antes de estudiar filosofía en el Brasenose College, Oxford, donde obtuvo un título de primera clase. Su tutor fue JL Ackrill.
Después de completar su Servicio Nacional, se incorporó al Servicio Civil y fue nombrado Subdirector de la Oficina Colonial, 1957-8. Dejó el Servicio Civil y fue becario visitante de la beca instituida por Jane Eliza Proctor en la Universidad de Princeton en 1958-9. De regreso a Oxford, fue Lecturer, 1959, luego Fellow and Lecturer, 1960-7, en el New College. Posteriormente, fue Catedrático de Filosofía en el Bedford College, Londres, 1967-80; Becario y Praelector de Filosofía en el University College, Oxford, 1981-9; y profesor de Filosofía en el Birkbeck College, Universidad de Londres, 1989-1994; y profesor Wykeham de lógica y miembro del New College, Oxford, 1994-2000.
Wiggins fue nombrado miembro de la Academia Británica en 1978. También fue presidente de la Sociedad Aristotélica de 1999 a 2000. Fue elegido miembro honorario extranjero de la Academia Estadounidense de Artes y Ciencias en 1992.

## Obra filosófica
Wiggins es bien conocido por su trabajo en metafísica, particularmente en identidad personal. En su Sameness and Substance (Oxford, 1980), propuso el realismo conceptualista, una posición según la cual nuestro marco conceptual mapea la realidad. Según el filósofo Harold Noonan:
"La parte más influyente del trabajo de Wiggins ha sido la metafísica, donde ha desarrollado una concepción fundamentalmente aristotélica de la sustancia, enriquecida por ideas extraídas de Putnam (1975) y Kripke (1980). Sus obras también contienen discusiones influyentes sobre el problema de la identidad personal, que Wiggins dilucida a través de una concepción que él llama la "Vista de Atributos Animales".
También ha hecho una contribución influyente a la ética. Su libro de 2006, Ética. Doce Conferencias sobre Filosofía de la Moralidad defiende una posición que él llama "objetivismo moral".
Ha escrito ampliamente sobre otras áreas, incluida la filosofía del lenguaje, la epistemología, la estética y la filosofía política.
En 1996 se publicó en Festschrift, Ensayos sobre David Wiggins .

## Legado
Los distinguidos alumnos de Wiggins incluyen: John McDowell, Derek Parfit, Jonathan Westphal y Timothy Williamson.

## Escritos seleccionados

### Libros
- Identidad y continuidad espacio-temporal (Oxford, 1967)
- La verdad, la invención y el significado de la vida (Actas de la Academia Británica, 1976)
- Igualdad y sustancia (Harvard, 1980)
- Necesidades, valores, verdad (1987, 3a ed., 1998, rev. 2002)
- Igualdad y sustancia renovada (Cambridge, 2001)
- Ética. Doce conferencias sobre la filosofía de la moralidad (Harvard, 2006)
- Solidaridad y la raíz de la ética (2008)
- Continuantes. Su actividad, su ser y su identidad (Oxford, 2016)

### Artículos
- "Sobre estar en el mismo lugar al mismo tiempo", Philosophical Review, vol. 77 (1968), págs. 90–95.
- "Sobre el sentido de las oraciones, el sentido de las palabras y la diferencia del sentido de las palabras: hacia una teoría filosófica de los diccionarios" (1971)[7] (enlace)
- "Hacia un libertarismo razonable" ( Ensayos sobre la libertad de acción, 1973 - Routledge & Kegan Paul)
- "La debilidad de la conmensurabilidad de la voluntad y los objetos de la deliberación y el deseo" ( Actas de la Sociedad Aristotélica, 1978)
- "¿Un subjetivismo sensato?" ( Necesidades, valores, verdad: ensayos sobre la filosofía del valor (Nueva York: Oxford University Press, 1987), 185-214)